# 卡塔卡馬斯

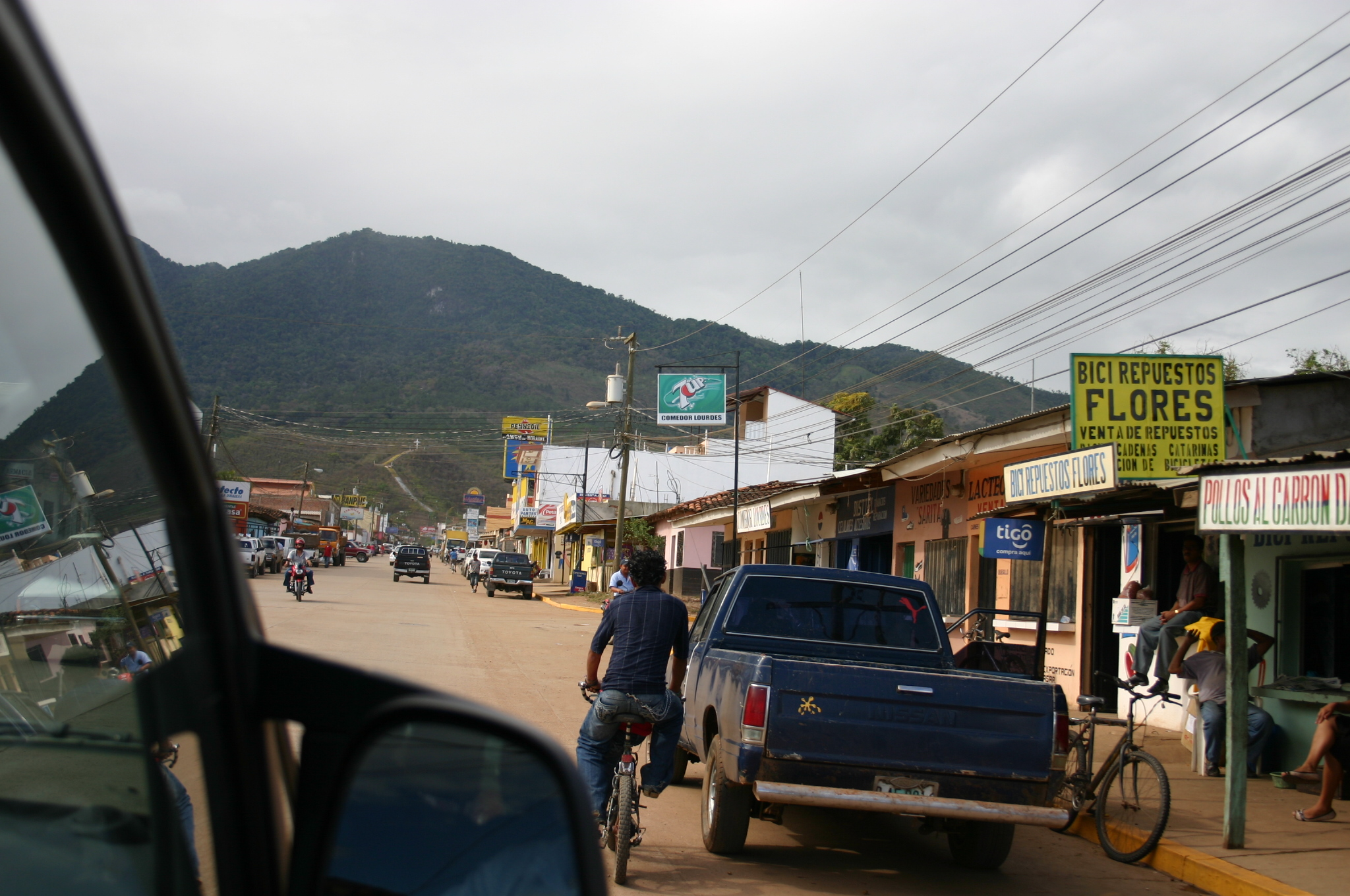
卡塔卡馬斯

卡塔卡馬斯（Catacamas）是洪都拉斯的城市，由奧蘭喬省負責管轄，位於該國東部，距離首都特古西加爾巴210公里，始建於1898年，面積7,173平方公里，海拔高度450米，2010年人口44,198。

## 外部連結
- https://web.archive.org/web/20141217063049/http://holancho.com/
- http://www.calstatela.edu/academic/anthro/harvest.htm （页面存档备份，存于）

14°48′N 85°54′W / 14.800°N 85.900°W